# Огуола
Огуола (д/н — бл. 1295) — 5-й оба (володар) держави Убіні в 1280—1295 роках.

## Життєпис
Молодший син оби Еведо. 1274 року після смерті батька, скориставшись відсутністю старшого брата Обуобо, який очолював військо в черговому поході, оголосив себе новим обою Едо. Коли брат повернувся до столиці, Огуола інтригами і підступом змусив Обуобо відмовитися від боротьби на трон, отримавши у володіння поселення Авбіаму (на кшталт апанажу) з титулом оногіє.
Огуола наказав створити навколо Едо перші в історії потужні укріплення, оскільки побоювався брата Обуобо та Акпанігіакона, володаря Удо. Для зменшення загрози з боку останнього оба Едо одружився з однією з його доньок. Втім війна з Удо все одно почалася: біля Едо війська Огуоли завдали поразки Акпанігіакону, який загинув. За цим було захоплено саме місто Удо, де вождем було поставлено Огіобо.
В подальшому зайнявся зміцненням держави, розбудовувавши поселення та власну столицю, скрізь споруджуючи укріплення. Для підкреслення потуги держави розпочав лиття з бронзи статуй представників свого роду. Для цього запросив майстра з Іфе. За легендою учні останнього започаткували мистецтво бенінської бронзи.
Помер близько 1287 року. Спадкував йому старший син Едоні.